# Fremontcultuur

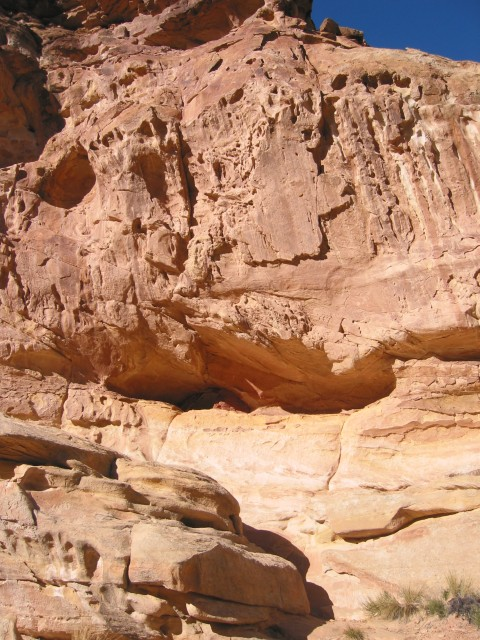
Woonplaats halfweg de klif

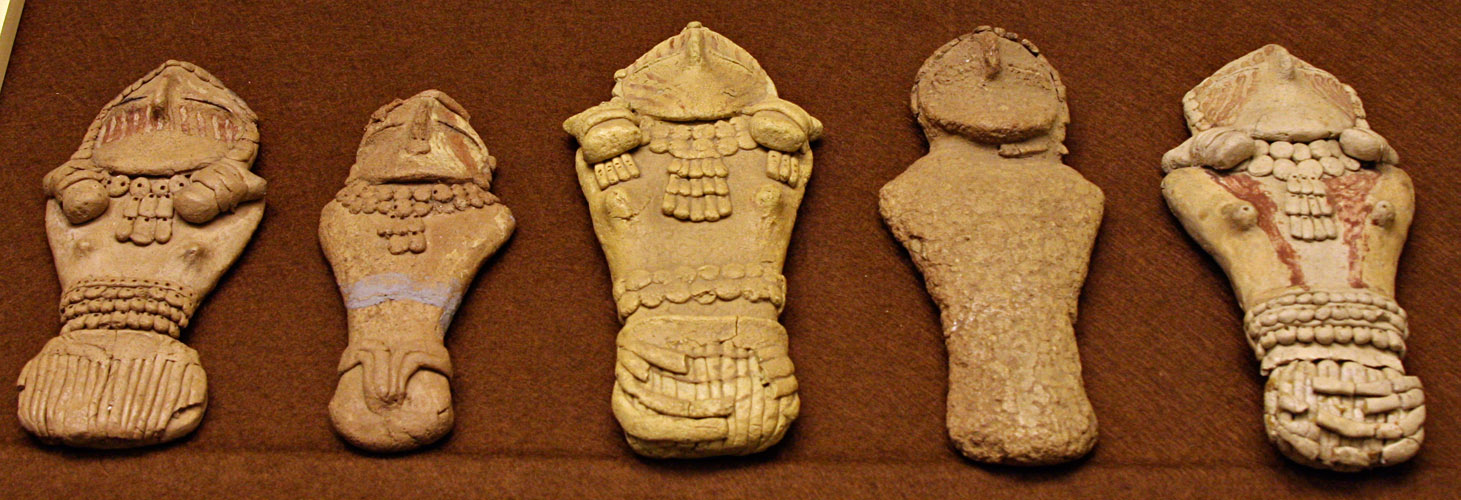
Fremontpoppetjes in ongebakken klei, College of Eastern Utah Prehistoric Museum

De Fremontcultuur is een precolumbiaanse cultuur, genoemd naar de rivier de Fremont in de Amerikaanse staat Utah. Langs de oevers van deze rivier werden de eerste Fremont-sites ontdekt. De rivier werd op haar beurt vernoemd naar de ontdekkingsreiziger John Charles Frémont. Het gebied van de Fremont lag grotendeels op grondgebied van het huidige Utah, maar reikte tot de buurstaten Arizona, Nevada, Idaho, Wyoming en Colorado. De Fremontmensen leefden van 700 tot 1300 na Christus, ongeveer gelijktijdig met de Anasazi, die in aangrenzend gebied leefden. Desondanks verschillen beide volkeren vrij sterk van elkaar.

## Geografie
Het 'Fremont Indian State Park', gelegen in het gebied rond Clear Creek Canyon in centraal Utah omvat de grootste site met restanten van de Fremont. Recent werd een eind ten noordoosten van het Fremont Indian State Park een nieuwe belangrijke site ontdekt nabij de Range Creek, eveneens in Utah. 
Een andere belangrijke site is de nabijgelegen Nine Mile Canyon, die voornamelijk bekendheid geniet vanwege de vele petrogliefen gevonden aldaar. 
Andere sites zijn te vinden in onder andere Dinosaur National Monument, Zion National Park, Canyonlands National Park en Arches National Park.
De site in Range Creek Canyon is onmiskenbaar geassocieerd met de Fremont. Aangezien de site ongestoord is, is het een veelbelovende plek voor nieuwe vondsten en inzichten omtrent de vooralsnog weinig bekende Fremont.

## Geschiedenis
Het feit dat de Fremont moccasins droegen in plaats van sandalen, doet vermoeden dat ze eerder verwant zijn met de stammen van het Grote Bekken en niet met de Anasazi, waaraan het leefgebied van de Fremont ruwweg grenst.
De Fremont verdwenen uit Noordoost-Utah omstreeks het jaar 950 van onze jaartelling. Dit ten gevolge van klimaatsveranderingen, waaraan de Fremont zich vermoedelijk niet snel genoeg konden aanpassen op landbouwkundig vlak. Daarop vonden de Fremont hun weg naar meer zuidelijke en westelijke delen van Utah.
Recente onderzoeken toonden aan dat de Fremont een van de volkeren zijn waarvan de moderne indianenstammen zoals de Kiowa in het Westen van de Verenigde Staten afstammen. Desondanks is er nog zeer veel onbekend omtrent hoe en waar dit allemaal gebeurde. Sommige Fremont zouden naar Idaho getrokken kunnen zijn, terwijl andere mogelijk tot de voorouders gerekend moeten worden van het latere Dismal River-volk in Nebraska en Kansas. De Fremont uit Zuid-Utah gingen waarschijnlijk op in de Anasazi, verder naar het zuiden. Nog andere stammen werden vermoedelijk opgenomen door jager-voedselverzamelaars die door het gebied trokken.

## Cultuur
Hoewel nog onduidelijk is of de Fremont een enkele, samenhangende groep vormden met een gezamenlijke taal, afstamming en levenswijze, lijken de materiële resten wel in die richting te wijzen. Om te beginnen hadden alle groepen die tot de Fremont gerekend worden een levenswijze die gebaseerd was op een combinatie van een jager-verzamelaarsbestaan met het verbouwen van maïs, die beide als tamelijk betrouwbare voedselbronnen gelden. Aanwijzingen hiervoor zijn de archeologische vondsten die in de meeste Fremontdorpen en -kampen worden aangetroffen, waaronder botresten van geslachte en gekookte herten en konijnen, verkoolde resten van maïskolven waaruit de korrels verwijderd zijn, en resten van wilde eetbare planten. Andere gezamenlijke kenmerken zijn relatief bruikbaar (grijs) aardewerk en een typische stijl van mandenmakerij en rotskunst.
Onderzoek en vondsten toonden daarnaast ook aan dat de Fremont in vrij kleine gemeenschappen leefden, met een omvang tussen twee en ca. twaalf wooneenheden. Op ieder ogenblik waren slechts enkele wooneenheden in gebruik. Daar zijn echter uitzonderingen op, zoals een ongewoon grote nederzetting in de Parowanvallei in zuidwest Utah, de grote en uitvoerig bestudeerde opgegraven nederzetting nabij Five Finger Ridge, in het Fremont Indian State Park, en enkele andere, allemaal afwijkend in de zin dat ze voor langere tijd aaneen bewoond lijken te zijn geweest of door een grote groep gelijktijdig. Deze afwijkingen zijn een van de redenen waarom het zo moeilijk is een definitie van de Fremont te geven.
De Fremont zaten qua ontwikkeling ergens tussen de traditionele jager-voedselverzamelaar en de sedentaire landbouwer: de Fremont waren deeltijdse landbouwers die leefden in verspreide, semi-sedentaire landbouwgemeenschappen maar niet volledig het bestaan van jagen en verzamelen hadden opgegeven. De Fremont maakten aardewerk, ze bouwden huizen en schuren en verbouwden maïs maar ze bleven achter bij de ontwikkeling van de landbouwers in het zuiden en namen jachttechnieken over van de volkeren om hen heen.